# Stolokrosuchus
Stolokrosuchus is een geslacht van uitgestorven neosuchide Crocodylomorpha dat leefde tijdens het Vroeg-Krijt. De fossielen, waaronder een schedel met een lange dunne snuit en benige knoppen op het prefrontale, zijn gevonden in Niger. 
Stolokrosuchus werd in 2000 benoemd en beschreven door Hans Larsson en Boubacar Gado. De typesoort is Stolokrosuchus lapparenti. De geslachtsnaam is een combinatie van het Grieks stolokroi, de kleine hoorns van een jonge bok als verwijzing naar de uitsteeksels op de prefrontalia, en souchos, de naam van de Egyptische krokodillengod. De soortaanduiding eert Albert-Felix de Lapparent.
Het holotype is MNN GDF 600, een schedel. Toegewezen zijn de specimina MNN GDF 601: een rechterangulare van de onderkaak naast de schedel gevonden; en MNN GDF 602, een linkeronderkaak op twee meter van het holotype opgegraven.
De snuit is zeer langwerpig, vooraan eindigend in een kleine rosette.
Ze beschreven het aanvankelijk als verwant aan Peirosauridae, zo niet een lid van die familie. Eén studie heeft aangetoond dat het verband houdt met Elosuchus. Echter, meer recente werken vinden Stolokrosuchus meestal als een van de meest basale Neosuchia, slechts in de verte verwant aan de elosuchide of pholidosauride Elosuchus.